# Севојно
Севојно је градско насеље и седиште истоимене општине која се налази у саставу града Ужица у Златиборском управном округу. Органи градске општине Севојно су конституисани после локалних избора 16. марта 2014. године, а скупштина градске општине има 15 одборника. Градску општину Севојно чини само насеље Севојно, мада је по иницијалној верзији требало да обухвата и насеља Горјани, Злакуса и Крвавци, која су на саветодавном референдуму одбили улазак у састав ове градске општине. Према попису из 2022. било је 6.426 становника (према попису из 2011. било је 7.101 становника).
Севојно је индустријско насеље у западној Србији удаљено 6 километара од Ужица. Највећа експанзија овог насеља се десила 50-их и 60-их година 20. века, као последица изградње ваљаонице бакра и алуминијума која је током најбољих година свог постојања запошљавала и до 3.500 људи.
Основна школа "Алекса Дејовић" уписује у просеку 100 ученика годишње, тако да у њој тренутно учи око 800 ученика. Већина становништва је запослена у „Ваљаоници бакра а. д." (власништво конзорцијума „Ист поинт“ и „Амалко") и Ваљаоници алуминијума „Импол Севал“ (власништво словеначке фирме „Импол").
Од битнијих установа, поред школе, Севојно има свој дом здравља, пошту са засебном телефонском централом и станицу полиције. Друштвене активности се базирају такође на неколико битних установа и клубова, као што су ФК Севојно, културно - уметничко друштво „Севојно“, Радио клуб „Севојно“, Стрељачки клуб „Алекса Дејовић“, отворени олимпијски базен, историјски архив, библиотека и др... Овде се налази Железничка станица Севојно.
Овде се налазе Црква Сабора Светог архангела Гаврила у Севојну, Црква брвнара у Севојну и КУД „Севојно”.

## Демографија
У насељу Севојно живи 5.922 пунолетна становника, а просечна старост становништва износи 37,9 година (37,2 код мушкараца и 38,5 код жена). У насељу има 2.85 домаћинстава, а просечан број чланова по домаћинству је 3,00.
Ово насеље је великим делом насељено Србима (према попису из 2002. године), а у последња три пописа, примећен је пораст у броју становника.
|  |

| Демографија | Демографија | Демографија |
| Година      | Становника  | Становника  |
| ----------- | ----------- | ----------- |
| 1948.       | 1.847       |             |
| 1953.       | 3.143       |             |
| 1961.       | 3.873       |             |
| 1971.       | 3.853       |             |
| 1981.       | 4.655       |             |
| 1991.       | 6.501       | 6.485       |
| 2002.       | 7.445       | 7.503       |

| Етнички састав према попису из 2002.‍ | Етнички састав према попису из 2002.‍ | Етнички састав према попису из 2002.‍ | Етнички састав према попису из 2002.‍ | Етнички састав према попису из 2002.‍ |
| ------------------------------------ | ------------------------------------ | ------------------------------------ | ------------------------------------ | ------------------------------------ |
|                                      |                                      |                                      |                                      |                                      |
| Срби                                 | Срби                                 |                                      | 7.314                                | 98,24%                               |
| Црногорци                            | Црногорци                            |                                      | 20                                   | 0,26%                                |
| Југословени                          | Југословени                          |                                      | 6                                    | 0,08%                                |
| Муслимани                            | Муслимани                            |                                      | 5                                    | 0,06%                                |
| Хрвати                               | Хрвати                               |                                      | 4                                    | 0,05%                                |
| Македонци                            | Македонци                            |                                      | 3                                    | 0,04%                                |
| Словенци                             | Словенци                             |                                      | 2                                    | 0,02%                                |
| Албанци                              | Албанци                              |                                      | 2                                    | 0,02%                                |
| непознато                            | непознато                            |                                      | 19                                   | 0,25%                                |

| Година пописа     | 1948. | 1953. | 1961. | 1971. | 1981. | 1991. | 2002. |
| ----------------- | ----- | ----- | ----- | ----- | ----- | ----- | ----- |
| Број домаћинстава | 366   | 1.370 | 1.063 | 1.077 | 1.345 | 1.915 | 2.485 |

| Број чланова      | 1   | 2   | 3   | 4   | 5   | 6  | 7  | 8 | 9 | 10 и више | Просек |
| ----------------- | --- | --- | --- | --- | --- | -- | -- | - | - | --------- | ------ |
| Број домаћинстава | 367 | 606 | 532 | 730 | 175 | 58 | 12 | 2 | 3 | 0         | 3,00   |

| Пол    | Укупно | Неожењен/Неудата | Ожењен/Удата | Удовац/Удовица | Разведен/Разведена | Непознато |
| ------ | ------ | ---------------- | ------------ | -------------- | ------------------ | --------- |
| Мушки  | 3.075  | 919              | 1.984        | 95             | 75                 | 2         |
| Женски | 3.192  | 674              | 2.006        | 368            | 140                | 4         |
| УКУПНО | 6.267  | 1.593            | 3.990        | 463            | 215                | 6         |

| Пол    | Укупно                    | Пољопривреда, лов и шумарство | Рибарство                            | Вађење руде и камена | Прерађивачка индустрија       |
| ------ | ------------------------- | ----------------------------- | ------------------------------------ | -------------------- | ----------------------------- |
| Мушки  | 1.632                     | 32                            | 0                                    | 3                    | 990                           |
| Женски | 1.258                     | 39                            | 0                                    | 0                    | 534                           |
| УКУПНО | 2.890                     | 71                            | 0                                    | 3                    | 1.524                         |
| Пол    | Производња и снабдевање   | Грађевинарство                | Трговина                             | Хотели и ресторани   | Саобраћај, складиштење и везе |
| Мушки  | 10                        | 118                           | 137                                  | 49                   | 103                           |
| Женски | 9                         | 25                            | 190                                  | 79                   | 44                            |
| УКУПНО | 19                        | 143                           | 327                                  | 128                  | 147                           |
| Пол    | Финансијско посредовање   | Некретнине                    | Државна управа и одбрана             | Образовање           | Здравствени и социјални рад   |
| Мушки  | 5                         | 17                            | 79                                   | 15                   | 33                            |
| Женски | 21                        | 15                            | 23                                   | 69                   | 165                           |
| УКУПНО | 26                        | 32                            | 102                                  | 84                   | 198                           |
| Пол    | Остале услужне активности | Приватна домаћинства          | Екстериторијалне организације и тела | Непознато            | Непознато                     |
| Мушки  | 28                        | 0                             | 0                                    | 13                   | 13                            |
| Женски | 29                        | 0                             | 0                                    | 16                   | 16                            |
| УКУПНО | 57                        | 0                             | 0                                    | 29                   | 29                            |